# Settimio Sorani
Settimio Sorani (Roma, 9 dicembre 1899 – Firenze, 29 luglio 1982) è stato un antifascista italiano di origine ebraica. Fu il presidente della sezione romana della DELASEM ed esponente della cosiddetta resistenza ebraica.

## Biografia
Settimio Sorani nasce a Roma, il 9 dicembre 1899, da una famiglia ebraica osservante. Il padre era insegnante e faceva parte del Consiglio della Comunità ebraica di Roma. Il nonno era stato rabbino e condirettore del Collegio rabbinico. 
Trascorsa l'infanzia a Lecce, dove la famiglia si era trasferita per motivi di lavoro, Sorani si arruola nell'esercito nel 1917 e partecipa come sottotenente alla prima guerra mondiale, combattendo a Col del Miglio, dove viene ferito.
Terminata la guerra, torna a Roma con la famiglia e si impiega presso l'Unione Italiana di Riassicurazione. 

### La DELASEM
Negli anni '30, con l'avvento del nazismo, cresce il suo impegno all'interno dei circoli sionistici romani. Perduto il lavoro in seguito all'introduzione delle leggi razziali, nel 1939 si mette a disposizione della DELASEM, la neonata organizzazione ebraica per l'assistenza ai profughi ebrei in Italia, diretta da Lelio Vittorio Valobra con sede centrale a Genova. Sorani assume la direzione dell'Ufficio romano assieme all'avvocato Carlo Alberto Viterbo, svolgendo fino all'8 settembre 1943 un instancabile lavoro di coordinamento a sostegno dei numerosissimi profughi raccolti nei campi di internamento italiani.
Con l'8 settembre 1943 e l'occupazione nazista, la DELASEM entra in clandestinità. Il 6 novembre 1943, in seguito ad una delazione, Sorani viene arrestato, interrogato e percosso nella prigione di via Tasso, ma viene poi rilasciato dopo pochi giorni per mancanza di prove a suo carico. Continua per tutto il periodo dell'occupazione a impegnarsi in prima persona per la distribuzione dei fondi della DELASEM, validamente coadiuvato dal padre cappuccino Maria Benedetto. Dalla loro opera dipende in larga misura la salvezza di oltre 4.000 ebrei italiani e stranieri nascosti a Roma.

### Il dopoguerra
Terminata la guerra, Sorani assume la direzione di organizzazioni sionistiche romane. Dal 1948 al 1952 è Commissario per l'immigrazione presso la Legazione dello Stato d'Israele a Roma e quindi direttore del Keren Hayesod italiano.
Dal 16 ottobre 1955 al 31 dicembre 1964 diviene segretario della Comunità ebraica di Firenze, città nella quale rimane fino alla morte, il 29 luglio 1982. 